# 李百寿
李百寿，宋朝政治人物。
李百寿曾于1214年接替陆三省任华亭县知县一职，1215年由钱德谦接任。